# Concord Dawn
Concord Dawn ist eine 1998 gegründete Drum-and-Bass-Gruppe aus Neuseeland. Sie bestand bis zum Jahr 2010 aus den beiden Musikern Matt Harvey (Matty C) und Evan Short (Kiljoy). Seither tritt Matty C allein unter dem Namen auf.

## Geschichte
Ihr erstes, selbstbetiteltes Album erschien im Jahr 2000 auf dem Label Kog Transmissions. Nach einer dazugehörigen Tournee in Neuseeland erschien ihr zweites Album Disturbance im April 2001. Dieses gewann 2001 bei den „bNet Music Awards“ den Preis als „Best Electronic Album“ und „Best Independent Release“. Mit ihrem dritten Album Uprising gewannen sie erstmals auch international größere Aufmerksamkeit. Es wurde im September 2003 in Neuseeland veröffentlicht und erreichte bereits nach drei Monaten Gold-Status. Bei den BNet music awards 2003 gewannen sie in der Folge den Preis „Best Song“ für „Morning Light“ und „Most Radio Play“, bei den Verleihungen im Jahre 2004 erhielten sie die Preise „Best Album“ sowie „Best Electronic Release“ für ihr Album Uprising. Außerdem waren sie in diesem Jahr bei den New Zealand Music Awards nominiert für den Preis als „Best Electronic Act“. Im Jahr 2005 erschien ihr fünftes Album Chaos by Design, welches von den Kritikern ebenfalls sehr positiv aufgenommen wurde. Concord Dawn war in der Folge bei den „UK Drum and Bass Awards“ 2009 nominiert in den Kategorien „Best Tech DJ“, "„Best International Act“ sowie „Best Producer“. Auch Chaos by Design erreichte in Neuseeland Gold-Status.
Im Jahr 2010 trennten sich die beiden Musiker endgültig, nachdem sie während der langen Zusammenarbeit merkten, dass sie sich in unterschiedliche Richtungen entwickeln. Matty lebte bereits seit einiger Zeit in Wien und absolvierte Auftritte in Europa, während Evan in Auckland blieb und Auftritte in Neuseeland, Australien und den Vereinigten Staaten zeigte. Matty behielt den Namen Concord Dawn bei und produziert weiter an neuen Tracks. Evan Short bekam den Großteil der Studioausrüstung und konzentriert sich seither auf die Arbeit als Toningenieur und Produzent, so etwa für Shapeshifters Album The System is a Vampire.
Am 20. September 2010 erschien das fünfte Studioalbum The Enemy Within in Neuseeland.

## Diskografie

### Alben
| Jahr | Titel            | Höchstplatzierung, Gesamtwochen, AuszeichnungChartsChartplatzierungen (Jahr, Titel, Platzierungen, Wochen, Auszeichnungen, Anmerkungen) | Anmerkungen      |
| Jahr | Titel            | NZ | Anmerkungen      |
| ---- | ---------------- | --- | ---------------- |
| 2003 | Uprising         | NZ8 Platin · (10 Wo.)NZ | Uprising Records |
| 2006 | Chaos By Design  | NZ7 Gold · (8 Wo.)NZ | Uprising Records |
| 2010 | The Enemy Within | NZ13 (5 Wo.)NZ | Uprising Records |

Weitere Alben
- 2000: Concord Dawn (Kog Transmissions, Low Profile)
- 2001: Disturbance (Kog Transmissions, Low Profile)

### EPs
- 2003: Uprising 33
- 2011: The Race to Zero
- 2012: Wipeout
- 2013: Numbers Will Kill Us All
- 2014: The Fuzz
- 2015: Gumshoe
- 2019: 1999